# Asienspiele 2018/Teilnehmer (Indien)
| Gelbes Symbol für Goldmedaillen mit stilisierten Olympischen Ringen | Graues Symbol für Silbermedaillen mit stilisierten Olympischen Ringen | Braundes Symbol für Bronzemedaillen mit stilisierten Olympischen Ringen |
| ------------------------------------------------------------------- | --------------------------------------------------------------------- | ----------------------------------------------------------------------- |
| 15                                                                  | 24                                                                    | 30                                                                      |

Indien nahm an den Asienspielen in Jakarta teil. Es war die insgesamt 18. Teilnahme an den Asienspielen. Es gingen 570 Athleten in 36 Sportarten an den Start.
Fahnenträger bei der Eröffnungsfeier war der Speerwerfer Neeraj Chopra, während die Hockeyspielerin Rani Rampal die Flagge am Schlussfest trug.

## Teilnehmer nach Sportarten

### Badminton
| Athleten | Wettbewerb | Gruppenphase                                   | Gruppenphase              | Achtelfinale                | Achtelfinale              | Viertelfinale           | Viertelfinale             | Halbfinale      | Halbfinale                | Finale        | Finale             | Rang          |
| Athleten | Wettbewerb | Gegner                                         | Ergebnis                  | Gegner                      | Ergebnis                  | Gegner                  | Ergebnis                  | Gegner          | Ergebnis                  | Gegner        | Ergebnis           | Rang          |
| --- | ---------- | ---------------------------------------------- | ------------------------- | --------------------------- | ------------------------- | ----------------------- | ------------------------- | --------------- | ------------------------- | ------------- | ------------------ | ------------- |
| Frauen |            |                                                |                           |                             |                           |                         |                           |                 |                           |               |                    |               |
| P. V. Sindhu | Einzel     | Vũ Thị Trang                                   | 2:1 (21:10, 12:21, 23:21) | Gregoria Mariska Tunjung    | 2:0 (21:12, 21:15)        | Nitchaon Jindapol       | 2:1 (21:11, 16:21, 21:14) | Akane Yamaguchi | 2:1 (21:17, 15:21, 21:10) | Tai Tzu-Ying  | 0:2 (13:21, 16:21) | Silber        |
| Saina Nehwal | Einzel     | Soraya Aghaei Hajiagha                         | 2:0 (21:7, 21:9)          | Fitriani                    | 2:0 (21:6, 21:14)         | Ratchanok Intanon       | 2:0 (21:18, 21:16)        | Tai Tzu-Ying    | 0:2 (17:21, 14:21)        |               |                    | Bronze        |
| Ashwini Ponnappa Siki Reddy | Doppel     | Yeung Nga Ting Ng Wing Yung                    | 2:0 (21:16, 21:15)        | Chow Mei Kuan Lee Meng Yean | 2:1 (21:17, 16:21, 21:19) | Chen Qingchen Jia Yifan | 0:2 (11:21, 22:24)        | ausgeschieden   | ausgeschieden             | ausgeschieden | ausgeschieden      | ausgeschieden |
| Rutaparna Panda Arathi Sara Sunil | Doppel     | Chayanit Chaladchalam Phataimas Muenwong       | 0:2 (11:21, 6:21)         | ausgeschieden               | ausgeschieden             | ausgeschieden           | ausgeschieden             | ausgeschieden   | ausgeschieden             | ausgeschieden | ausgeschieden      | ausgeschieden |
| P. V. Sindhu Saina Nehwal Sai Uttejitha Rao Ashmita Chaliha Aakarshi Kashyap Gayathri Gopichand Ashwini Ponnappa Siki Reddy Rutaparna Panda Arathi Sara Sunil      | Mannschaft | -                                              | -                         | -                           | -                         | Japan                   | 1:3                       | ausgeschieden   | ausgeschieden             | ausgeschieden | ausgeschieden      | ausgeschieden |
| Männer |            |                                                |                           |                             |                           |                         |                           |                 |                           |               |                    |               |
| Srikanth Kidambi | Einzel     | Wong Wing Ki                                   | 0:2 (21:23, 19:21)        | ausgeschieden               | ausgeschieden             | ausgeschieden           | ausgeschieden             | ausgeschieden   | ausgeschieden             | ausgeschieden | ausgeschieden      | ausgeschieden |
| H. S. Prannoy | Einzel     | Kantaphon Wangcharoen                          | 1:2 (12:21, 21:15, 15:21) | ausgeschieden               | ausgeschieden             | ausgeschieden           | ausgeschieden             | ausgeschieden   | ausgeschieden             | ausgeschieden | ausgeschieden      | ausgeschieden |
| Satwiksairaj Rankireddy Chirag Shetty | Doppel     | Chung Yonny Tam Chun Hei                       | 2:0 (21:12, 21:14)        | Choi Sol-gyu Kang Min-hyuk  | 1:2 (17:21, 21:19, 17:21) | ausgeschieden           | ausgeschieden             | ausgeschieden   | ausgeschieden             | ausgeschieden | ausgeschieden      | ausgeschieden |
| Manu Attri B. Sumeeth Reddy | Doppel     | Mohamed Ajfan Rasheed Thoif Ahmed Mohamed      | 2:0 (21:10, 21:8)         | Li Junhui Liu Yuchen        | 1:2 (13:21, 21:17, 23:25) | ausgeschieden           | ausgeschieden             | ausgeschieden   | ausgeschieden             | ausgeschieden | ausgeschieden      | ausgeschieden |
| Srikanth Kidambi H. S. Prannoy Sai Praneeth Bhamidipati Sameer Verma Satwiksairaj Rankireddy Chirag Shetty B. Sumeeth Reddy Manu Attri Pranav Chopra Sourabh Varma | Mannschaft | -                                              | -                         | -                           | -                         | Malediven               | 3:0                       | Indonesien      | 1:3                       | ausgeschieden | ausgeschieden      | ausgeschieden |
| Gemischt |            |                                                |                           |                             |                           |                         |                           |                 |                           |               |                    |               |
| Pranav Chopra Siki Reddy | Doppel     | Chan Peng Soon Goh Liu Ying                    | 0:2 (15:21, 21:23)        | ausgeschieden               | ausgeschieden             | ausgeschieden           | ausgeschieden             | ausgeschieden   | ausgeschieden             | ausgeschieden | ausgeschieden      | ausgeschieden |
| Satwiksairaj Rankireddy Ashwini Ponnappa | Doppel     | Dechapol Puavaranukroh Sapsiree Taerattanachai | 0:2 (25:27, 16:21)        | ausgeschieden               | ausgeschieden             | ausgeschieden           | ausgeschieden             | ausgeschieden   | ausgeschieden             | ausgeschieden | ausgeschieden      | ausgeschieden |

### Basketball
| Wettbewerb    | Frauen |
| ------------- | --- |
| Athleten      | Anjana Prasannan Geetha Sangeeta Kaur Stephy Nixon Bhandavya Hemmige Mahesha Pushpa Senthil Kumar Raspreet Sidhu Madhu Kumari Priyanka Prabhakara Rajapriyadharshini Rajaganapathi P. S. Jeena Shireen Limaye Nisha Sharma |
| Trainerin     | Shiba Maggon |
| Gruppenphase  | Kasachstan (61:79) Taiwan (61:84) Korea (54:104) Indonesien (66:69) |
| Viertelfinale | ausgeschieden |
| Halbfinale    | ausgeschieden |
| Finale        | ausgeschieden |
| Platzierung   | 9. Platz |

### Bogenschießen
| Athleten                                                        | Wettbewerb | Qualifikation | Qualifikation | 1. Runde      | 1. Runde      | 2. Runde                    | 2. Runde      | Achtelfinale   | Achtelfinale  | Viertelfinale   | Viertelfinale | Halbfinale    | Halbfinale    | Finale        | Finale        | Rang          |               |
| Athleten                                                        | Wettbewerb | Ringe         | Rang          | Gegner        | Ergebnis      | Gegner                      | Ergebnis      | Gegner         | Ergebnis      | Gegner          | Ergebnis      | Gegner        | Ergebnis      | Gegner        | Ergebnis      | Rang          |               |
| --------------------------------------------------------------- | ---------- | ------------- | ------------- | ------------- | ------------- | --------------------------- | ------------- | -------------- | ------------- | --------------- | ------------- | ------------- | ------------- | ------------- | ------------- | ------------- | ------------- |
| Recurve-Bogen                                                   |            |               |               |               |               |                             |               |                |               |                 |               |               |               |               |               |               |               |
| Frauen                                                          |            |               |               |               |               |                             |               |                |               |                 |               |               |               |               |               |               |               |
| Promila Daimary                                                 | Einzel     | 642           | 21            | -             | -             | Bischindeegiin Urantungalag | 2:6           | ausgeschieden  | ausgeschieden | ausgeschieden   | ausgeschieden | ausgeschieden | ausgeschieden | ausgeschieden | ausgeschieden | ausgeschieden |               |
| Deepika Kumari                                                  | Einzel     | 649           | 17            | -             | -             | Ri Ji-hyang                 | 6:2           | Lei Chien-ying | 3:7           | ausgeschieden   | ausgeschieden | ausgeschieden | ausgeschieden | ausgeschieden | ausgeschieden | ausgeschieden |               |
| Ankita Bhakat                                                   | Einzel     | 617           | 36            | ausgeschieden | ausgeschieden | ausgeschieden               | ausgeschieden | ausgeschieden  | ausgeschieden | ausgeschieden   | ausgeschieden | ausgeschieden | ausgeschieden | ausgeschieden | ausgeschieden | ausgeschieden |               |
| Laxmirani Majhi                                                 | Einzel     | 608           | 44            | ausgeschieden | ausgeschieden | ausgeschieden               | ausgeschieden | ausgeschieden  | ausgeschieden | ausgeschieden   | ausgeschieden | ausgeschieden | ausgeschieden | ausgeschieden | ausgeschieden | ausgeschieden |               |
| Ankita Bhakat Promila Daimary Deepika Kumari                    | Mannschaft | 1908          | 7             | –             | –             | –                           | –             | Mongolei       | 5:3           | Taiwan          | 2:6           | ausgeschieden | ausgeschieden | ausgeschieden | ausgeschieden | ausgeschieden |               |
| Männer                                                          |            |               |               |               |               |                             |               |                |               |                 |               |               |               |               |               |               |               |
| Atanu Das                                                       | Einzel     | 660           | 14            | -             | -             | Pak Yong-won                | 7:3           | Denis Gankin   | 7:3           | Riau Ega Agatha | 3:7           | ausgeschieden | ausgeschieden | ausgeschieden | ausgeschieden | ausgeschieden |               |
| Jagdish Chaudhary                                               | Einzel     | 638           | 39            | ausgeschieden | ausgeschieden | ausgeschieden               | ausgeschieden | ausgeschieden  | ausgeschieden | ausgeschieden   | ausgeschieden | ausgeschieden | ausgeschieden | ausgeschieden | ausgeschieden | ausgeschieden |               |
| Sukhchain Singh                                                 | Einzel     | 631           | 46            | ausgeschieden | ausgeschieden | ausgeschieden               | ausgeschieden | ausgeschieden  | ausgeschieden | ausgeschieden   | ausgeschieden | ausgeschieden | ausgeschieden | ausgeschieden | ausgeschieden | ausgeschieden |               |
| Vishwas                                                         | Einzel     | 658           | 17            | -             | -             | Purevsuren Bataa            | 6:2           | Ilfat Abdullin | 1:7           | ausgeschieden   | ausgeschieden | ausgeschieden | ausgeschieden | ausgeschieden | ausgeschieden | ausgeschieden |               |
| Jagdish Chaudhary Atanu Das Vishwas                             | Mannschaft | 1956          | 8             | –             | –             | Vietnam                     | 5:3           | Südkorea       | 1:5           | ausgeschieden   | ausgeschieden | ausgeschieden | ausgeschieden | ausgeschieden | ausgeschieden | ausgeschieden |               |
| Gemischt                                                        |            |               |               |               |               |                             |               |                |               |                 |               |               |               |               |               |               |               |
| Deepika Kumari Atanu Das                                        | Mannschaft | 1309          | 8             | –             | –             | –                           | –             | Mongolei       | 4:5           | ausgeschieden   | ausgeschieden | ausgeschieden | ausgeschieden | ausgeschieden | ausgeschieden | ausgeschieden |               |
| Compound-Bogen                                                  |            |               |               |               |               |                             |               |                |               |                 |               |               |               |               |               |               |               |
| Frauen                                                          |            |               |               |               |               |                             |               |                |               |                 |               |               |               |               |               |               |               |
| Jyothi Surekha Vennam Madhumita Kumari Muskan Kirar Trisha Deb  | Mannschaft | 2085          | 2             | –             | –             | –                           | –             | –              | –             | Indonesien      | 229:224       | Taiwan        | 225:222       | Südkorea      | 228:231       | Silber        |               |
| Männer                                                          |            |               |               |               |               |                             |               |                |               |                 |               |               |               |               |               |               |               |
| Abhishek Verma Aman Saini Rajat Chauhan Sangampreet Singh Bisla | Mannschaft | 2085          | 2             | –             | –             | –                           | –             | Katar          | 227:213       | Philippinen     | 227:226       | Taiwan        | 230:227       | Südkorea      | 22929:22929   | Silber        |               |
| Gemischt                                                        |            |               |               |               |               |                             |               |                |               |                 |               |               |               |               |               |               |               |
| Abhishek Verma Jyothi Surekha Vennam                            | Mannschaft | 1409          | 2             | –             | –             | –                           | –             | Thailand       | 155:147       | Iran            | 153:155       | ausgeschieden | ausgeschieden | ausgeschieden | ausgeschieden | ausgeschieden | ausgeschieden |

### Bowling
| Athleten                                                                                              | Wettbewerb | Block 1 | Block 2 | Total | Rang |
| --- | ---------- | ------- | ------- | ----- | ---- |
| Männer                                                                                                |            |         |         |       |      |
| Dhruv Sarda Shabbir Dhankot Akaash Ashok Kumar                                                        | Trios      | 1887    | 1833    | 3720  | 27   |
| Parvez Ahmed Saud Ramachandraiah Kishan Shoumick Datta                                                | Trios      | 2015    | 1882    | 3897  | 21   |
| Dhruv Sarda Shabbir Dhankot Akaash Ashok Kumar Parvez Ahmed Saud Ramachandraiah Kishan Shoumick Datta | 6er-Team   | 3876    | 3782    | 7658  | 13   |

### Boxen
| Athleten             | Wettbewerb                   | 1. Runde      | 1. Runde | Achtelfinale              | Achtelfinale  | Viertelfinale               | Viertelfinale | Halbfinale       | Halbfinale    | Finale             | Finale        | Rang          |
| Athleten             | Wettbewerb                   | Gegner        | Ergebnis | Gegner                    | Ergebnis      | Gegner                      | Ergebnis      | Gegner           | Ergebnis      | Gegner             | Ergebnis      | Rang          |
| -------------------- | ---------------------------- | ------------- | -------- | ------------------------- | ------------- | --------------------------- | ------------- | ---------------- | ------------- | ------------------ | ------------- | ------------- |
| Frauen               |                              |               |          |                           |               |                             |               |                  |               |                    |               |               |
| Sarjubala Devi       | Fliegengewicht bis 51 kg     | -             | -        | Madina Ghaforova          | 5:0           | Chang Ya                    | 0:5           | ausgeschieden    | ausgeschieden | ausgeschieden      | ausgeschieden | 5             |
| Sonia Lather         | Federgewicht bis 57 kg       | -             | -        | -                         | -             | Jo Son-hwa                  | 0:5           | ausgeschieden    | ausgeschieden | ausgeschieden      | ausgeschieden | 5             |
| Pavitra              | Leichtgewicht bis 60 kg      | -             | -        | Rukhsana Perveen          | RSC           | Huswatun Hasanah            | 2:3           | ausgeschieden    | ausgeschieden | ausgeschieden      | ausgeschieden | 5             |
| Männer               |                              |               |          |                           |               |                             |               |                  |               |                    |               |               |
| Amit Panghal         | Halbfliegengewicht bis 49 kg | -             | -        | Enkhmandakh Kharkhuu      | 5:0           | Kim Jang-ryong              | 5:0           | Carlo Paalam     | 3:2           | Hasanboy Doʻsmatov | 3:2           | Gold          |
| Gaurav Solanki       | Fliegengewicht bis 52 kg     | Ryōmei Tanaka | 0:5      | ausgeschieden             | ausgeschieden | ausgeschieden               | ausgeschieden | ausgeschieden    | ausgeschieden | ausgeschieden      | ausgeschieden | ausgeschieden |
| Mohammad Hussamuddin | Bantamgewicht bis 56 kg      | -             | -        | Kharkhüügiin Enkh-Amar    | 2:3           | ausgeschieden               | ausgeschieden | ausgeschieden    | ausgeschieden | ausgeschieden      | ausgeschieden | 9             |
| Shiva Thapa          | Leichtgewicht bis 60 kg      | -             | -        | Shan Jun                  | RSC           | ausgeschieden               | ausgeschieden | ausgeschieden    | ausgeschieden | ausgeschieden      | ausgeschieden | 9             |
| Dheeraj Rangi        | Halbweltergewicht bis 64 kg  | -             | -        | Nurlan Kobaschew          | 3:0           | Baatarsükh Chinzorig        | 0:5           | ausgeschieden    | ausgeschieden | ausgeschieden      | ausgeschieden | 5             |
| Manoj Kumar          | Weltergewicht bis 64 kg      | Sangay Wangdi | 5:0      | Abdurachman Abdurachmanow | 0:5           | ausgeschieden               | ausgeschieden | ausgeschieden    | ausgeschieden | ausgeschieden      | ausgeschieden | 9             |
| Vikas Krishan Yadav  | Mittelgewicht bis 75 kg      | -             | -        | Tanveer Ahmed             | 5:0           | Tanglatihan Tuoheta Erbieke | 3:2           | Äbilchan Amanqul | MU            | ausgeschieden      | ausgeschieden | Bronze        |

### Bridge
| Athleten                                                                                          | Wettbewerb                | Qualifikationsrunde | Qualifikationsrunde | Qualifikationsrunde | Qualifikationsrunde | Qualifikationsrunde | Qualifikationsrunde | Halbfinale    | Halbfinale    | Halbfinale    | Halbfinale    | Halbfinale    | Finale        | Finale        | Finale        | Finale        |
| Athleten                                                                                          | Wettbewerb                | 1                   | 2                   | 3                   | 4                   | Total               | Rang                | 1             | 2             | 3             | Total         | Rang          | 1             | 2             | Total         | Rang          |
| ------------------------------------------------------------------------------------------------- | ------------------------- | ------------------- | ------------------- | ------------------- | ------------------- | ------------------- | ------------------- | ------------- | ------------- | ------------- | ------------- | ------------- | ------------- | ------------- | ------------- | ------------- |
| Frauen                                                                                            |                           |                     |                     |                     |                     |                     |                     |               |               |               |               |               |               |               |               |               |
| Hema Deora Marianne Karmarkar                                                                     | Paar                      | 237.00              | 261.40              | 233.70              | 177.00              | 909.10              | 3 Q                 | 405.10        | 258.00        | 107.00        | 770.10        | 5 Q           | 231.00        | 118.00        | 349.00        | 7             |
| Vasanti Shah Bharati Dey                                                                          | Paar                      | 223.00              | 174.30              | 210.40              | 178.00              | 785.70              | 18                  | ausgeschieden | ausgeschieden | ausgeschieden | ausgeschieden | ausgeschieden | ausgeschieden | ausgeschieden | ausgeschieden | ausgeschieden |
| Aparna Sain Feroza Chothia                                                                        | Paar                      | 214.00              | 237.70              | 234.00              | 154.00              | 839.70              | 14 Q                | 323.10        | 246.00        | 082.00        | 651.10        | ausgeschieden | ausgeschieden | ausgeschieden | ausgeschieden | ausgeschieden |
| Männer                                                                                            |                           |                     |                     |                     |                     |                     |                     |               |               |               |               |               |               |               |               |               |
| Sumit Mukherjee Debabrata Majumder                                                                | Paar                      | 363.00              | 432.00              | 446.00              | 381.10              | 1622.10             | 7 Q                 | 614.00        | 352.00        | 142.20        | 1108.20       | 4 Q           | 214.00        | 119.00        | 333.00        | 9             |
| Subhash Gupta Sapan Desai                                                                         | Paar                      | 349.00              | 393.00              | 370.30              | 320.60              | 1432.90             | 21 Q                | 562.00        | 330.00        | 160.60        | 1052.60       | 11 Q          | 201.00        | 105.00        | 306.00        | 12            |
| Pranab Bardhan Shibhnath Sarkar                                                                   | Paar                      | 402.00              | 432.00              | 397.00              | 416.10              | 1647.10             | 5 Q                 | 532.00        | 385.00        | 183.60        | 1100.60       | 5 Q           | 275.00        | 109.00        | 384.00        | Gold          |
| Sumit Mukherjee Debabrata Majumder Jaggy Shivdasani Rajeshwar Tewari Ajay Khare Raju Tolani       | Mannschaft                | -                   | -                   | -                   | -                   | 162.61              | 4 Q                 | 25.67         | 41.00         | 27.00         | 93.67         | 3             | ausgeschieden | ausgeschieden | ausgeschieden | Bronze        |
| Gemischt                                                                                          |                           |                     |                     |                     |                     |                     |                     |               |               |               |               |               |               |               |               |               |
| Arun Kumar Sinha Rita Choksi                                                                      | Paar                      | 253.30              | 292.00              | 281.50              | 223.00              | 1049.80             | 24                  | ausgeschieden | ausgeschieden | ausgeschieden | ausgeschieden | ausgeschieden | ausgeschieden | ausgeschieden | ausgeschieden | ausgeschieden |
| Bachiraju Satyanarayana Kiran Nadar                                                               | Paar                      | 368.70              | 296.00              | 295.60              | 333.00              | 1293.60             | 6 Q                 | 398.00        | 250.60        | 124.10        | 772.70        | 2 Q           | 188.00        | 145.00        | 333.00        | 5             |
| Rajeev Khandelwal Himani Khandelwal                                                               | Paar                      | 383.80              | 324.00              | 275.30              | 296.00              | 1279.10             | 9 Q                 | 378.00        | 272.70        | 88.60         | 739.30        | 5 Q           | 211.00        | 118.00        | 329.00        | 7             |
| Bachiraju Satyanarayana Rajeev Khandelwal Gopinath Manna Himani Khandelwal Hema Deora Kiran Nadar | Mannschaft                | -                   | -                   | -                   | -                   | 172.56              | 1 Q                 | 69.67         | 19.00         | 21.00         | 109.67        | 3             | ausgeschieden | ausgeschieden | ausgeschieden | Bronze        |
| Finton Lewis Marianne Karmarkar Bharati Dey Vasanti Shah Pranab Bardhan Shibhnath Sarkar          | Supergemischte Mannschaft | -                   | -                   | -                   | -                   | 81.54               | 8                   | ausgeschieden | ausgeschieden | ausgeschieden | ausgeschieden | ausgeschieden | ausgeschieden | ausgeschieden | ausgeschieden | ausgeschieden |

### Fechten
| Athleten                                                     | Wettbewerb       | Qualifikationsrunde | Qualifikationsrunde | 2. Runde       | 2. Runde | Achtelfinale       | Achtelfinale  | Viertelfinale | Viertelfinale | Halbfinale / Klassifikation | Halbfinale / Klassifikation | Finale / Platzierung | Finale / Platzierung | Rang          |
| Athleten                                                     | Wettbewerb       | S/N                 | Setzung             | Gegner         | Ergebnis | Gegner             | Ergebnis      | Gegner        | Ergebnis      | Gegner                      | Ergebnis                    | Gegner               | Ergebnis             | Rang          |
| ------------------------------------------------------------ | ---------------- | ------------------- | ------------------- | -------------- | -------- | ------------------ | ------------- | ------------- | ------------- | --------------------------- | --------------------------- | -------------------- | -------------------- | ------------- |
| Frauen                                                       |                  |                     |                     |                |          |                    |               |               |               |                             |                             |                      |                      |               |
| Jas Seerat Singh                                             | Degen Einzel     | 2:3                 | 5 Q                 | Korawan Thanee | 13:15    | ausgeschieden      | ausgeschieden | ausgeschieden | ausgeschieden | ausgeschieden               | ausgeschieden               | ausgeschieden        | ausgeschieden        | ausgeschieden |
| Jyotika Dutta                                                | Degen Einzel     | 4:1                 | 1 Q                 | Freilos        | Freilos  | Wijitta Takhamwong | 15:8          | Vivian Kong   | 3:15          | ausgeschieden               | ausgeschieden               | ausgeschieden        | ausgeschieden        | 7             |
| Thoudam Kabita Devi Ena Arora Jas Seerat Singh Jyotika Dutta | Degen Mannschaft | –                   | –                   | –              | –        | Indonesien         | 45:24         | China         | 25:45         | ausgeschieden               | ausgeschieden               | ausgeschieden        | ausgeschieden        | 5             |

### Gewichtheben
| Athleten           | Wettbewerb       | Reißen                | Reißen                | Stoßen  | Stoßen | Total  | Rang |
| Athleten           | Wettbewerb       | Gewicht               | Rang                  | Gewicht | Rang   | Total  | Rang |
| ------------------ | ---------------- | --------------------- | --------------------- | ------- | ------ | ------ | ---- |
| Frauen             |                  |                       |                       |         |        |        |      |
| Rakhi Halder       | Klasse bis 63 kg | kein gültiger Versuch | kein gültiger Versuch | -       | –      | DNF    | –    |
| Männer             |                  |                       |                       |         |        |        |      |
| Sathish Sivalingam | Klasse bis 77 kg | 144 kg                | 10                    | 170 kg  | 11     | 314 kg | 11   |
| Ajay Singh         | Klasse bis 77 kg | 145 kg                | 8                     | 182 kg  | 4      | 327 kg | 5    |
| Vikas Thakur       | Klasse bis 94 kg | 145 kg                | 8                     | 190 kg  | 8      | 335 kg | 8    |

### Golf
| Athleten                                                     | Bewerb | Runde 1 | Runde 2 | Runde 3 | Runde 4 | Gesamt | Par | Rang |
| ------------------------------------------------------------ | ------ | ------- | ------- | ------- | ------- | ------ | --- | ---- |
| Frauen                                                       |        |         |         |         |         |        |     |      |
| Diksha Dagar                                                 | Einzel | 71      | 78      | 74      | 72      | 295    | +7  | 22   |
| Ridhima Dilawari                                             | Einzel | 77      | 72      | 72      | 71      | 292    | +4  | 17   |
| Sifat Sagoo                                                  | Einzel | 75      | 72      | 75      | 73      | 295    | +7  | 22   |
| Diksha Dagar Ridhima Dilawari Sifat Sagoo                    | Team   | 146     | 144     | 146     | 143     | 579    | +3  | 8    |
| Männer                                                       |        |         |         |         |         |        |     |      |
| Aadil Bedi                                                   | Einzel | 69      | 70      | 74      | 73      | 286    | −2  | 13   |
| Kshitij Naveed Kaul                                          | Einzel | 73      | 68      | 76      | 72      | 289    | +1  | 23   |
| Harimohan Singh                                              | Einzel | 77      | 73      | 77      | 82      | 309    | +21 | 53   |
| Rayhan Thomas                                                | Einzel | 71      | 69      | 73      | 73      | 286    | −2  | 13   |
| Aadil Bedi Kshitij Naveed Kaul Harimohan Singh Rayhan Thomas | Team   | 213     | 207     | 223     | 218     | 861    | −3  | 7    |

### Handball
| Wettbewerb    | Frauen | Männer |
| ------------- | --- | --- |
| Athleten      | Banita Sharma Deepa Diksha Kumari Indu Gupta Jyoti Shukla Kajal Khila Devi Maninder Kaur Manjula Pathak Nidhi Sharma Nina Shil Priyanka Rajwant Kaur Rimpi Ritu Sanjeeta Shiva Singh | Navdeep Deepal Ahlawat Atul Atul Avtar Singh Sachin Kumar Bhardwaj Ramesh Chand Greenidge Dhunca Rahul Dubey Avin Khatkar Adithya Nagaraj Naveen Punia Davinder Singh Harender Singh Harjinder Singh Kamaljeet Singh Karamjeet Singh Bajrang Thakur |
| Trainer       | | |
| Gruppenphase  | Kasachstan 19:36 Südkorea 18:45 China 21:36 Nordkorea 19:49 | Taiwan 28:38 Bahrain 25:32 Irak 29:40 |
| Viertelfinale | ausgeschieden | ausgeschieden |
| Halbfinale    | ausgeschieden | ausgeschieden |
| Finale        | ausgeschieden | ausgeschieden |
| Platzierung   | 9 | 10 |

### Hockey
| Wettbewerb                | Frauen | Männer |
| ------------------------- | --- | --- |
| Athleten                  | Navjot Kaur Gurjit Kaur Deep Grace Ekka Monika Malik Reena Khokhar Nikki Pradhan Savita Punia Rajani Etimarpu Vandana Katariya Deepika Thakur Udita Namita Toppo Lalremsiami Navneet Kaur Sunita Lakra Rani Rampal Lilima Minz Neha Goyal | Harmanpreet Singh Dilpreet Singh Rupinder Pal Singh Surender Kumar Manpreet Singh Sardara Singh Simranjeet Singh Mandeep Singh Lalit Upadhyay P. R. Sreejesh Krishan Pathak Varun Kumar S. V. Sunil Birendra Lakra Akashdeep Singh Chinglensana Singh Amit Rohidas Vivek Prasad |
| Trainer                   | Sjoerd Marijne () | Harendra Singh () |
| Gruppenphase              | Indonesien 8:0 Kasachstan 21:0 Südkorea 4:1 Thailand 5:0 | Indonesien 17:0 Hongkong 26:0 Japan 8:0 Südkorea 5:3 Sri Lanka 20:0 |
| Halbfinale                | China 1:0 | Malaysia 2:2 |
| Finale (Spiel um Platz 3) | Japan 1:2 | Pakistan 2:1 |
| Platzierung               | Silber | Bronze |

### Judo
| Athleten                                                                                        | Wettbewerb                   | 1. Runde             | 1. Runde    | 2. Runde            | 2. Runde     | Viertelfinale | Viertelfinale | Halbfinale / Trostrunde | Halbfinale / Trostrunde | Finale / Platz 3 | Finale / Platz 3 | Rang          |
| Athleten                                                                                        | Wettbewerb                   | Gegner               | Ergebnis    | Gegner              | Ergebnis     | Gegner        | Ergebnis      | Gegner                  | Ergebnis                | Gegner           | Ergebnis         | Rang          |
| ----------------------------------------------------------------------------------------------- | ---------------------------- | -------------------- | ----------- | ------------------- | ------------ | ------------- | ------------- | ----------------------- | ----------------------- | ---------------- | ---------------- | ------------- |
| Frauen                                                                                          |                              |                      |             |                     |              |               |               |                         |                         |                  |                  |               |
| Kalpana Devi                                                                                    | Halbleichtgewicht bis 52 kg  | -                    | -           | Gulnoza Ziyayeva    | 000s3:010s2  | ausgeschieden | ausgeschieden | ausgeschieden           | ausgeschieden           | ausgeschieden    | ausgeschieden    | ausgeschieden |
| Garima Chaudhary                                                                                | Mittelgewicht bis 70 kg      | -                    | -           | Gulnoza Matniyazova | 000s0:010s0  | ausgeschieden | ausgeschieden | ausgeschieden           | ausgeschieden           | ausgeschieden    | ausgeschieden    | ausgeschieden |
| Rajwinder Kaur                                                                                  | Schwergewicht über 78 kg     | -                    | -           | -                   | -            | Akira Sone    | 000s1:010s0   | Tsai Jia-wen            | 000s2:010s0             | ausgeschieden    | ausgeschieden    | 5             |
| Männer                                                                                          |                              |                      |             |                     |              |               |               |                         |                         |                  |                  |               |
| Vijay Kumar Yadav                                                                               | Superleichtgewicht bis 60 kg | -                    | -           | Diyorbek Urozboev   | 000s0:0010s0 | ausgeschieden | ausgeschieden | ausgeschieden           | ausgeschieden           | ausgeschieden    | ausgeschieden    | ausgeschieden |
| Harshdeep Singh Brar                                                                            | Halbmittelgewicht bis 81 kg  | Rajitha Pushpakumara | 010s0:000s1 | Lee Seung-soo       | 000s3:0010s1 | ausgeschieden | ausgeschieden | ausgeschieden           | ausgeschieden           | ausgeschieden    | ausgeschieden    | ausgeschieden |
| Avtar Singh                                                                                     | Halbschwergewicht bis 100 kg | -                    | -           | Ivan Remarenco      | 000s1:0010s0 | ausgeschieden | ausgeschieden | ausgeschieden           | ausgeschieden           | ausgeschieden    | ausgeschieden    | ausgeschieden |
| Gemischt                                                                                        |                              |                      |             |                     |              |               |               |                         |                         |                  |                  |               |
| Vijay Kumar Yadav Harshdeep Singh Brar Avtar Singh Kalpana Devi Garima Chaudhary Rajwinder Kaur | Team                         | -                    | -           | Nepal               | 4:1          | Kasachstan    | 0:4           | ausgeschieden           | ausgeschieden           | ausgeschieden    | ausgeschieden    | 5             |

### Kabaddi
| Wettbewerb   | Frauen | Männer |
| ------------ | --- | --- |
| Athleten     | Kavita Priyanka Manpreet Kaur Payel Chowdhary Ritu Negi Sonali Vishnu Shingte Sayali Sanjay Keripale Randeeep Kaur Khera Shalini Pathak Sakshi Kumari Usha Rani Narsimhaiah Madhu | Girish Ernak Deepak Niwas Hooda Mohit Chillar Sandeep Narwal Pardeep Narwal Rishank Devadiga Monu Goyat Ajay Thakur Rohit Kumar Rajulal Chaudhary Mallesh Gangadhari Rahul Chaudhari |
| Trainer      | | |
| Gruppenphase | Japan 43:12 Thailand 33:23 Sri Lanka 38:12 Indonesien 54:22 | Bangladesch 50:21 Sri Lanka 44:28 Südkorea 23:24 Thailand 49:30 |
| Halbfinale   | Chinesisch Taipeh 27:14 | Iran 18:27 |
| Finale       | Iran 24:27 | ausgeschieden |
| Platzierung  | Silber | Bronze |

### Kanu

#### Kanurennsport
| Athleten                                                                        | Wettbewerb | Vorlauf      | Vorlauf | Halbfinale    | Halbfinale    | Finale        | Finale        | Rang |
| Athleten                                                                        | Wettbewerb | Zeit         | Rang    | Zeit          | Rang          | Zeit          | Rang          | Rang |
| ------------------------------------------------------------------------------- | ---------- | ------------ | ------- | ------------- | ------------- | ------------- | ------------- | ---- |
| Frauen                                                                          |            |              |         |               |               |               |               |      |
| Ragina Kiro                                                                     | K-1 200 m  | 51,239 s     | 6       | 47,515 s      | 4             | ausgeschieden | ausgeschieden | 10   |
| Sonia Devi Phairembam                                                           | K-1 500 m  | –            | –       | –             | –             | 2:20,606 min  | 8             | 8    |
| Ragina Kiro Sonia Devi Phairembam Sandhya Kispotta Meena Devi Lasihram          | K-4 500 m  | –            | –       | –             | –             | 1:51,729 min  | 9             | 9    |
| Meera Das                                                                       | C-1 200 m  | DNF          | –       | ausgeschieden | ausgeschieden | ausgeschieden | ausgeschieden | –    |
| Inaocha Devi M. Anjali Baishst                                                  | C-2 500 m  | –            | –       | –             | –             | 2:18,924 min  | 8             | 8    |
| Männer                                                                          |            |              |         |               |               |               |               |      |
| Naocha Singh Laitonjam                                                          | K-1 200 m  | 41,151 s     | 7       | 39,716 s      | 7             | ausgeschieden | ausgeschieden | 13   |
| Chingching Singh Arambam Naocha Singh Laitonjam                                 | K-2 1000 m | 3:53,449 min | 6       | 3:35,613 min  | 1             | 3:48,627 min  | 9             | 9    |
| Chingching Singh Arambam Albert Raj Selvraj Naocha Singh Laitonjam Prohit Borai | K-4 500 m  | 1:37,549 min | 5       | 1:33,587 min  | 2             | 1:40,809 min  | 9             | 9    |
| Jamesboy Singh Oinam Prakant Sharma                                             | C-2 200 m  | 43,452 s     | 5       | 40,838 s      | 1             | 41,152 s      | 9             | 9    |
| Gaurav Tomar Sunil Singh                                                        | C-2 1000 m | −            | −       | −             | −             | 3:56,477 min  | 6             | 6    |

#### Kanuslalom
| Athleten      | Wettbewerb | Vorlauf  | Vorlauf | Halbfinale    | Halbfinale    | Finale        | Finale        | Rang |
| Athleten      | Wettbewerb | Zeit     | Rang    | Zeit          | Rang          | Zeit          | Rang          | Rang |
| ------------- | ---------- | -------- | ------- | ------------- | ------------- | ------------- | ------------- | ---- |
| Frauen        |            |          |         |               |               |               |               |      |
| Aarti Pandey  | K-1        | 137,65 s | 11      | ausgeschieden | ausgeschieden | ausgeschieden | ausgeschieden | 11   |
| Champa Mourya | C-1        | 171,22 s | 9       | 176,14 s      | 7             | 161,63 s      | 7             | 7    |

#### Traditionelles Bootrennen
| Athleten | Wettbewerb | Vorlauf      | Vorlauf | Halbfinale   | Halbfinale | Finale       | Finale       | Rang |
| Athleten | Wettbewerb | Zeit         | Rang    | Zeit         | Rang       | Zeit         | Rang         | Rang |
| --- | ---------- | ------------ | ------- | ------------ | ---------- | ------------ | ------------ | ---- |
| Frauen |            |              |         |              |            |              |              |      |
| Rajeshwari Kushram Sanjana Singh Nazis Mansoori Dimita Devi Toijam Manju Oinam Yaiphabi Devi Sushila Chanu Shoibam Aarti Nath Neetu Verma Thajamanbi Chanu Sarju Devi Kojenbam Menu Manisha Rani Kirti Kewat Ramkanya Dangi Shamasakhi Devi            | 200 m      | 1:00,452 min | 5       | 1:00,173 min | 5          | 1:00,116 min | 3 (B-Finale) | 9    |
| Rajeshwari Kushram Sanjana Singh Nazis Mansoori Dimita Devi Toijam Manju Oinam Yaiphabi Devi Sushila Chanu Shoibam Aarti Nath Neetu Verma Thajamanbi Chanu Sarju Devi Kojenbam Menu Manisha Rani Kirti Kewat Ramkanya Dangi Shamasakhi Devi            | 500 m      | 2:32,491 min | 3       | 2:33,987 min | 7          | 2:35,384 min | 1 (B-Finale) | 7    |
| Männer |            |              |         |              |            |              |              |      |
| Bijender Singh Ravinder Manmohan Dangi Dilip Singh Negi Abhay Singh Arun Nandal Suraj Singh Negi Ankit Pachori Satyapal Tomar Kiran Singh Moraingtham Hariom Kurmi Sachin Kumar Parminder Singh Manjeet Singh Heisnam Nganba Meitei Sivasankar Baburaj | 200 m      | 55,604 s     | 5       | −            | −          | 57,397 s     | 5 (B-Finale) | 11   |
| Bijender Singh Ravinder Manmohan Dangi Dilip Singh Negi Abhay Singh Arun Nandal Suraj Singh Negi Ankit Pachori Satyapal Tomar Kiran Singh Moraingtham Hariom Kurmi Sachin Kumar Parminder Singh Manjeet Singh Heisnam Nganba Meitei Sivasankar Baburaj | 500 m      | 2:24,806 min | 5       | 2:22,505 min | 9          | 2:24,965 min | 4 (B-Finale) | 10   |
| Bijender Singh Ravinder Manmohan Dangi Dilip Singh Negi Abhay Singh Arun Nandal Suraj Singh Negi Ankit Pachori Satyapal Tomar Kiran Singh Moraingtham Hariom Kurmi Sachin Kumar Parminder Singh Manjeet Singh Heisnam Nganba Meitei Sivasankar Baburaj | 1000 m     | 4:54,198 min | 5       | 4:47,649 min | 8          | 4:55,689 min | 3 (B-Finale) | 9    |

### Karate
| Athleten                | Wettbewerb       | 1. Runde  | 1. Runde | Achtelfinale  | Achtelfinale  | Viertelfinale    | Viertelfinale | Halbfinale    | Halbfinale    | Finale        | Finale        | Rang          |
| Athleten                | Wettbewerb       | Gegner    | Ergebnis | Gegner        | Ergebnis      | Gegner           | Ergebnis      | Gegner        | Ergebnis      | Gegner        | Ergebnis      | Rang          |
| ----------------------- | ---------------- | --------- | -------- | ------------- | ------------- | ---------------- | ------------- | ------------- | ------------- | ------------- | ------------- | ------------- |
| Männer                  |                  |           |          |               |               |                  |               |               |               |               |               |               |
| Jayendran Sharath Kumar | Kumite bis 75 kg | Kim Mu-il | 0:1      | ausgeschieden | ausgeschieden | ausgeschieden    | ausgeschieden | ausgeschieden | ausgeschieden | ausgeschieden | ausgeschieden | ausgeschieden |
| Vishal                  | Kumite bis 84 kg | -         | -        | -             | -             | Shakhboz Akhatov | 0:8           | ausgeschieden | ausgeschieden | ausgeschieden | ausgeschieden | ausgeschieden |

### Kurash
| Athleten                   | Wettbewerb | 1. Runde               | 1. Runde | Achtelfinale      | Achtelfinale  | Viertelfinale       | Viertelfinale | Halbfinale           | Halbfinale    | Finale             | Finale        | Rang          |
| Athleten                   | Wettbewerb | Gegner                 | Ergebnis | Gegner            | Ergebnis      | Gegner              | Ergebnis      | Gegner               | Ergebnis      | Gegner             | Ergebnis      | Rang          |
| -------------------------- | ---------- | ---------------------- | -------- | ----------------- | ------------- | ------------------- | ------------- | -------------------- | ------------- | ------------------ | ------------- | ------------- |
| Frauen                     |            |                        |          |                   |               |                     |               |                      |               |                    |               |               |
| Pincky Balhara             | bis 52 kg  | -                      | -        | Tsou Chia-wen     | 5:0           | Terry Susanti       | 3:0           | Oysuluv Abdumayidova | 3:0           | Gulnor Sulaymanova | 0:10          | Silber        |
| Malaprabha Yallappa Jadhav | bis 52 kg  | Helen Dawa             | 3:0      | Sarina Saparowa   | 10:0          | Văn Ngọc Tú         | 5:0           | Gulnor Sulaymanova   | 0:10          | ausgeschieden      | ausgeschieden | Bronze        |
| Binisha Nayakattu Biju     | bis 63 kg  | Azar Koolivand         | 0:3      | ausgeschieden     | ausgeschieden | ausgeschieden       | ausgeschieden | ausgeschieden        | ausgeschieden | ausgeschieden      | ausgeschieden | ausgeschieden |
| Megha Tokas                | bis 63 kg  | -                      | -        | Gulschat Nasyrowa | 10:0          | Khasani Najmu Shifa | 0:3           | ausgeschieden        | ausgeschieden | ausgeschieden      | ausgeschieden | 5             |
| Jyoti Tokas                | bis 78 kg  | Prawanwit Meesri       | 1:0      | Marija Logowa     | 0:10          | ausgeschieden       | ausgeschieden | ausgeschieden        | ausgeschieden | ausgeschieden      | ausgeschieden | ausgeschieden |
| Amisha Tokas               | bis 78 kg  | -                      | -        | Nguyễn Thị Lan    | 0:5           | ausgeschieden       | ausgeschieden | ausgeschieden        | ausgeschieden | ausgeschieden      | ausgeschieden | ausgeschieden |
| Männer                     |            |                        |          |                   |               |                     |               |                      |               |                    |               |               |
| Jatin                      | bis 66 kg  | Choi Hee-jun           | 1:0      | Chan Hao-cheng    | 0:3           | ausgeschieden       | ausgeschieden | ausgeschieden        | ausgeschieden | ausgeschieden      | ausgeschieden | ausgeschieden |
| Jacky Gahlot               | bis 66 kg  | Batsuuri Adiya         | 0:10     | ausgeschieden     | ausgeschieden | ausgeschieden       | ausgeschieden | ausgeschieden        | ausgeschieden | ausgeschieden      | ausgeschieden | ausgeschieden |
| Kunal                      | bis 81 kg  | Gaajadbamba Bayanmunkh | 0:10     | ausgeschieden     | ausgeschieden | ausgeschieden       | ausgeschieden | ausgeschieden        | ausgeschieden | ausgeschieden      | ausgeschieden | ausgeschieden |
| Manish Tokas               | bis 81 kg  | Muso Sobirov           | 0:10     | ausgeschieden     | ausgeschieden | ausgeschieden       | ausgeschieden | ausgeschieden        | ausgeschieden | ausgeschieden      | ausgeschieden | ausgeschieden |
| Divesh                     | bis 90 kg  | -                      | -        | Yahyo Imomov      | 0:10          | ausgeschieden       | ausgeschieden | ausgeschieden        | ausgeschieden | ausgeschieden      | ausgeschieden | ausgeschieden |
| Danish Sharma              | bis 90 kg  | Dhifa Alfais           | 3:0      | Mohanad Abueida   | 10:0          | Husein Misri        | 0:10          | ausgeschieden        | ausgeschieden | ausgeschieden      | ausgeschieden | 5             |
| Parikshit Kumar            | über 90 kg | -                      | -        | Jafar Jaghargh    | 0:10          | ausgeschieden       | ausgeschieden | ausgeschieden        | ausgeschieden | ausgeschieden      | ausgeschieden | ausgeschieden |
| Aswin Chandran             | über 90 kg | Dajantsch Taganow      | 0:10     | ausgeschieden     | ausgeschieden | ausgeschieden       | ausgeschieden | ausgeschieden        | ausgeschieden | ausgeschieden      | ausgeschieden | ausgeschieden |

### Leichtathletik
Laufen und Gehen 
| Athleten                                                  | Wettbewerb        | Runde 1     | Runde 1 | Halbfinale | Halbfinale | Finale        | Finale        | Rang          |
| Athleten                                                  | Wettbewerb        | Zeit        | Rang    | Zeit       | Rang       | Zeit          | Rang          | Rang          |
| --------------------------------------------------------- | ----------------- | ----------- | ------- | ---------- | ---------- | ------------- | ------------- | ------------- |
| Frauen                                                    |                   |             |         |            |            |               |               |               |
| Dutee Chand                                               | 100 m             | 11,38 s     | 3       | 11,43 s    | 5          | 11,32 s       | 2             | Silber        |
| Dutee Chand                                               | 200 m             | 23,37 s     | 3       | 23,00 s PB | 1          | 23,20 s       | 2             | Silber        |
| Hima Das                                                  | 200 m             | 23,47 s     | 7       | DSQ        | –          | ausgeschieden | ausgeschieden | ausgeschieden |
| Hima Das                                                  | 400 m             | 51,00 s NR  | 2       | –          | –          | 50,79 s NR    | 2             | Silber        |
| Nirmala Sheoran                                           | 400 m             | 54,09 s     | 4       | –          | –          | 52,96 s NR    | 4             | 4             |
| P. U. Chitra                                              | 1500 m            | –           | –       | –          | –          | 4:12,56 min   | 3             | Bronze        |
| Monika Chaudhary                                          | 1500 m            | –           | –       | –          | –          | DNS           | –             | –             |
| Suriya Loganathan                                         | 5000 m            | –           | –       | –          | –          | 15:49,30 min  | 5             | 5             |
| Suriya Loganathan                                         | 10.000 m          | –           | –       | –          | –          | 32:42,08 min  | 6             | 6             |
| Sanjivani Jadhav                                          | 5000 m            | –           | –       | –          | –          | 15:52,96 min  | 7             | 7             |
| Sanjivani Jadhav                                          | 10.000 m          | –           | –       | –          | –          | 33:13,06 min  | 9             | 9             |
| Soumya Baby                                               | 20 km Gehen       | –           | –       | –          | –          | DSQ           | –             | –             |
| Khushbir Kaur                                             | 20 km Gehen       | –           | –       | –          | –          | 1:35:24 h     | 4             | 4             |
| Sudha Singh                                               | 3000 m Hindernis  | –           | –       | –          | –          | 9:40,03 min   | 2             | Silber        |
| Chinta Yadav                                              | 3000 m Hindernis  | –           | –       | –          | –          | 10:26,21 min  | 11            | 11            |
| Jauna Murmu                                               | 400 m Hürden      | 59,20 s     | 8       | –          | –          | 57,48 s       | 5             | 5             |
| Anu Raghavan                                              | 400 m Hürden      | 56,77 s     | 3       | –          | –          | 56,92 s       | 4             | 4             |
| M. R. Poovamma Sarita Gayakwad Hima Das V. K. Vismaya     | 4 × 400-m-Staffel | –           | –       | –          | –          | 3:28,72 min   | 1             | Gold          |
| Männer                                                    |                   |             |         |            |            |               |               |               |
| Arokia Rajiv                                              | 400 m             | 46,82 s     | 8       | 46,08 s    | 6          | 45,84 s       | 4             | 4             |
| Muhammed Anas                                             | 400 m             | 45,63 s     | 1       | 45,30 s    | 1          | 45,69 s       | 2             | Silber        |
| Jinson Johnson                                            | 800 m             | 1:47,39 min | 1       | –          | –          | 1:46,35 min   | 2             | Silber        |
| Jinson Johnson                                            | 1500 m            | 3:46,50 min | 2       | –          | –          | 3:44,72 min   | 1             | Gold          |
| Manjit Singh                                              | 800 m             | 1:48,64 min | 8       | –          | –          | 1:46,15 min   | 1             | Gold          |
| Manjit Singh                                              | 1500 m            | 3:50,79 min | 7       | –          | –          | 3:46,57 min   | 4             | 4             |
| Govindan Lakshmanan                                       | 5000 m            | –           | –       | –          | –          | 14:17,09 min  | 6             | 6             |
| Govindan Lakshmanan                                       | 10.000 m          | –           | –       | –          | –          | DSQ           | –             | –             |
| Manish Singh Rawat                                        | 20 km Gehen       | –           | –       | –          | –          | DSQ           | –             | –             |
| Irfan Kolothum Thodi                                      | 20 km Gehen       | –           | –       | –          | –          | DSQ           | –             | –             |
| Sandeep Kumar                                             | 50 km Gehen       | –           | –       | –          | –          | DSQ           | –             | –             |
| Shankarlal Swami                                          | 3000 m Hindernis  | –           | –       | –          | –          | 8:43,43 min   | 8             | 8             |
| Ayyasamy Dharun                                           | 400 m Hürden      | 49,55 s     | 2       | –          | –          | 48,96 s NR    | 2             | Silber        |
| Santhosh Kumar Tamilarasan                                | 400 m Hürden      | 50,46 s     | 5       | –          | –          | 49,66 s       | 5             | 5             |
| Ayyasamy Dharun Kunhu Muhammed Arokia Rajiv Muhammed Anas | 4 × 400-m-Staffel | 3:06,48 min | 4       | –          | –          | 3:01,85 min   | 2             | Silber        |
| Gemischt                                                  |                   |             |         |            |            |               |               |               |
| Arokia Rajiv Muhammed Anas Hima Das M. R. Poovamma        | 4 × 400-m-Staffel | –           | –       | –          | –          | 3:15,71 min   | 2             | Silber        |

 Springen und Werfen 
| Athleten               | Wettbewerb  | Qualifikation | Qualifikation | Finale     | Finale | Rang   |
| Athleten               | Wettbewerb  | Weite/Höhe    | Rang          | Weite/Höhe | Rang   | Rang   |
| ---------------------- | ----------- | ------------- | ------------- | ---------- | ------ | ------ |
| Frauen                 |             |               |               |            |        |        |
| Nayana James           | Weitsprung  | –             | –             | 6,14 m     | 10     | 10     |
| Neena Varakil          | Weitsprung  | –             | –             | 6,51 m     | 2      | Silber |
| Sandeep Kumari         | Diskuswurf  | –             | –             | 54,61 m    | 5      | 5      |
| Seema Antil            | Diskuswurf  | –             | –             | 62,26 m    | 3      | Bronze |
| Sarita Romit Singh     | Hammerwurf  | –             | –             | 62,03 m    | 5      | 5      |
| Annu Rani              | Hammerwurf  | –             | –             | 53,93 m    | 6      | 6      |
| Männer                 |             |               |               |            |        |        |
| Chethan Balasubramanya | Hochsprung  | 2,15 m        | 5             | 2,20 m     | 8      | 8      |
| Sreeshankar Murali     | Weitsprung  | 7,83 m        | 4             | 7,95 m     | 6      | 6      |
| Arpinder Singh         | Dreisprung  | –             | –             | 16,77 m    | 1      | Gold   |
| A. V. Rakesh Babu      | Dreisprung  | –             | –             | 16,40 m    | 6      | 6      |
| Tejinder Pal Singh     | Kugelstoßen | –             | –             | 20,75 m GR | 1      | Gold   |
| Shivpal Singh          | Speerwurf   | –             | –             | 74,11      | 8      | 8      |
| Neeraj Chopra          | Speerwurf   | –             | –             | 88,06 m NR | 1      | Gold   |

 Mehrkampf 
| Athletinnen        | 100 m Hürden | 100 m Hürden | Hochsprung | Hochsprung | Kugelstoßen | Kugelstoßen | 200 m   | 200 m  | Weitsprung | Weitsprung | Speerwurf | Speerwurf | 800 m       | 800 m  | Punkte | Rang |
| Athletinnen        | Zeit         | Punkte       | Höhe       | Punkte     | Weite       | Punkte      | Zeit    | Punkte | Weite      | Punkte     | Weite     | Punkte    | Zeit        | Punkte | Punkte | Rang |
| ------------------ | ------------ | ------------ | ---------- | ---------- | ----------- | ----------- | ------- | ------ | ---------- | ---------- | --------- | --------- | ----------- | ------ | ------ | ---- |
| Siebenkampf Frauen |              |              |            |            |             |             |         |        |            |            |           |           |             |        |        |      |
| Purnima Hembram    | 13,85 s      | 1000         | 1,73 m     | 891        | 12,24 m     | 624         | 25,34 m | 856    | 5,85 m     | 804        | 45,48 m   | 773       | 2:19,09 min | 836    | 5837   | 4    |
| Swapna Barman      | 13,98 s      | 981          | 1,82 m     | 1003       | 12,69 m     | 707         | 26,08 m | 790    | 6,05 m     | 865        | 50,63 m   | 872       | 2:21,13 min | 808    | 6026   | Gold |

### Pencak Silat
| Athleten            | Wettbewerb | 1. Runde                  | 1. Runde | Viertelfinale | Viertelfinale | Halbfinale    | Halbfinale    | Finale        | Finale        | Rang          |
| Athleten            | Wettbewerb | Gegner                    | Ergebnis | Gegner        | Ergebnis      | Gegner        | Ergebnis      | Gegner        | Ergebnis      | Rang          |
| ------------------- | ---------- | ------------------------- | -------- | ------------- | ------------- | ------------- | ------------- | ------------- | ------------- | ------------- |
| Frauen              |            |                           |          |               |               |               |               |               |               |               |
| Sonia Simran        | Doppel     | –                         | –        | –             | –             | –             | –             | –             | 527 Punkte    | 7             |
| Männer              |            |                           |          |               |               |               |               |               |               |               |
| Boynao Singh Naorem | bis 55 kg  | Turatbek Sulaimankul Uulu | 5:0      | Dines Dumaan  | 0:5           | ausgeschieden | ausgeschieden | ausgeschieden | ausgeschieden | ausgeschieden |

### Radsport

#### Bahn
Sprint
| Athleten                            | Wettbewerb | Qualifikation | Qualifikation | 1. Runde                 | Achtelfinale                | Viertelfinale | Halbfinale    | Finale        | Rang          |               |
| Athleten                            | Wettbewerb | Zeit          | Rang          | Gegner Zeit              | Gegner Zeit                 | Gegner Zeit   | Gegner Zeit   | Gegner Zeit   | Rang          |               |
| ----------------------------------- | ---------- | ------------- | ------------- | ------------------------ | --------------------------- | ------------- | ------------- | ------------- | ------------- | ------------- |
| Frauen                              |            |               |               |                          |                             |               |               |               |               |               |
| Deborah Herold                      | Sprint     | 11,775 s      | 12            | –                        | Jessica Lee Hoi Yan L–0.703 | ausgeschieden | ausgeschieden | ausgeschieden | ausgeschieden | ausgeschieden |
| Aleena Reji                         | Sprint     | 12,339 s      | 16            | –                        | Lee Wai-sze L–0.852         | ausgeschieden | ausgeschieden | ausgeschieden | ausgeschieden | ausgeschieden |
| Deborah Herold Sonali Chanu         | Teamsprint | 35,705 s      | 7             | ausgeschieden            | ausgeschieden               | ausgeschieden | ausgeschieden | ausgeschieden | 7             |               |
| Männer                              |            |               |               |                          |                             |               |               |               |               |               |
| Esow Alban                          | Sprint     | 10,438 s      | 16            | Pongthep Tapimay W 0.144 | Im Chae-bin L–0.434         | ausgeschieden | ausgeschieden | ausgeschieden | ausgeschieden | ausgeschieden |
| Ranjit Singh                        | Sprint     | 10,639 s      | 18            | Puguh Admadi L–0.008     | ausgeschieden               | ausgeschieden | ausgeschieden | ausgeschieden | ausgeschieden | ausgeschieden |
| Esow Alben Ranjit Singh Appolonious | Teamsprint | 46,862 s      | 9             | ausgeschieden            | ausgeschieden               | ausgeschieden | ausgeschieden | ausgeschieden | 9             |               |

Verfolgung
| Athleten                                                  | Wettbewerb            | Qualifikation | Qualifikation | Runde 1       | Runde 1       | Finale        | Finale        | Rang |
| Athleten                                                  | Wettbewerb            | Zeit          | Rang          | Gegner Zeit   | Rang          | Gegner Zeit   | Rang          | Rang |
| --------------------------------------------------------- | --------------------- | ------------- | ------------- | ------------- | ------------- | ------------- | ------------- | ---- |
| Frauen                                                    |                       |               |               |               |               |               |               |      |
| Sonali Chanu                                              | 3000 m Einzel         | 4:05,298 min  | 10            | ausgeschieden | ausgeschieden | ausgeschieden | ausgeschieden | 10   |
| Sonali Chanu Nayana Priyadarshini Chaoba Devi Megha Gugad | Mannschaftsverfolgung | 5:05,388 min  | 5             | 5:07,863 min  | 5             | ausgeschieden | ausgeschieden | 5    |
| Männer                                                    |                       |               |               |               |               |               |               |      |
| Manjeet Singh                                             | 3000 m Einzel         | 4:43,714 min  | 12            | ausgeschieden | ausgeschieden | ausgeschieden | ausgeschieden | 12   |
| Raju Bati Manjeet Singh Bike Singh Athokpam Dilawar       | Mannschaftsverfolgung | 4:23,251 min  | 10            | ausgeschieden | ausgeschieden | ausgeschieden | ausgeschieden | 10   |

Keirin
| Athleten       | Wettbewerb | Runde 1 | Hoffnungslauf | Runde 2       | Finale        | Rang          |
| Athleten       | Wettbewerb | Rang    | Rang          | Rang          | Rang          | Rang          |
| -------------- | ---------- | ------- | ------------- | ------------- | ------------- | ------------- |
| Frauen         |            |         |               |               |               |               |
| Deborah Herold | Keirin     | 4       | 5             | ausgeschieden | ausgeschieden | ausgeschieden |
| Sonali Chanu   | Keirin     | 5       | 4             | ausgeschieden | ausgeschieden | ausgeschieden |
| Männer         |            |         |               |               |               |               |
| Esow Alban     | Keirin     | 4       | 6             | ausgeschieden | ausgeschieden | ausgeschieden |
| Ranjit Singh   | Keirin     | 7       | 5             | ausgeschieden | ausgeschieden | ausgeschieden |

Omnium
| Athleten               | Wettbewerb | Scratch | Scratch | Tempo  | Tempo | Ausscheidungs- fahren | Ausscheidungs- fahren | Punkte- fahren | Punkte- fahren | Punkte | Rang |
| Athleten               | Wettbewerb | Punkte  | Rang    | Punkte | Rang  | Punkte                | Rang                  | Punkte         | Rang           | Punkte | Rang |
| ---------------------- | ---------- | ------- | ------- | ------ | ----- | --------------------- | --------------------- | -------------- | -------------- | ------ | ---- |
| Frauen                 |            |         |         |        |       |                       |                       |                |                |        |      |
| Monorama Devi Tongbram | Omnium     | 24      | 9       | 20     | 11    | 18                    | 12                    | –40            | 11             | 22     | 11   |
| Männer                 |            |         |         |        |       |                       |                       |                |                |        |      |
| Manjeet Singh          | Omnium     | 10      | 16      | 10     | 16    | 6                     | 18                    | DNF            | DNF            | 26     | –    |

### Reiten
| Springen                                                                             |            |                  |               |               |               |               |               |
| Athleten                                                                             | Wettbewerb | Strafpunkte      | Strafpunkte   | Strafpunkte   | Strafpunkte   | Strafpunkte   | Rang          |
| Athleten                                                                             | Wettbewerb | 1. Qualifikation | Nationenpreis | Nationenpreis | Einzelfinale  | Einzelfinale  | Rang          |
| Athleten                                                                             | Wettbewerb | 1. Qualifikation | 1. Umlauf     | 2. Umlauf     | 1. Umlauf     | 2. Umlauf     | Rang          |
| Kaevaan Setalvad mit Cherokee                                                        | Einzel     | (50)             | (49)          | (44)          | (36)          | (36)          | 36            |
| Zahan Setalvad mit Quintus Z                                                         | Einzel     | (57)             | (27)          | (37)          | (30)          | (EL)          | –             |
| Chetan Reddy mit Elco V M                                                            | Einzel     | (63)             | ausgeschieden | ausgeschieden | ausgeschieden | ausgeschieden | ausgeschieden |
| Kaevaan Setalvad mit Cherokee Zahan Setalvad mit Quintus Z Chetan Reddy mit Elco V M | Mannschaft | (17)             | ausgeschieden | ausgeschieden | ausgeschieden | ausgeschieden | ausgeschieden |

| Vielseitigkeit |            |                     |                     |                      |                    |        |
| Athleten | Wettbewerb | Minuspunkte Dressur | Minuspunkte Gelände | Minuspunkte Springen | Minuspunkte Gesamt | Rang   |
| Ashish Malik mit Ch Frimuer Du Record | Einzel     | 35,10               | 20,00               | 0,00                 | 55,10              | 16     |
| Rakesh Kumar mit Veni Vedi Vici | Einzel     | 35,40               | 0,40                | 4,00                 | 39,80              | 10     |
| Jitender Singh mit Dalakhani Du Routy | Einzel     | 28,80               | 55,20               | 8,00                 | 92,00              | 20     |
| Fouaad Mirza mit Seigneur Medicott | Einzel     | 22,40               | 0,00                | 4,00                 | 26,40              | Silber |
| Ashish Malik mit Ch Frimuer Du Record Rakesh Kumar mit Veni Vedi Vici Jitender Singh mit Dalakhani Du Routy Fouaad Mirza mit Seigneur Medicott | Mannschaft | 86,30               | 27,00               | 8,00                 | 121,30             | Silber |

### Ringen
| Athleten                         | Wettbewerb        | 1. Runde     | 1. Runde | Achtelfinale            | Achtelfinale  | Viertelfinale         | Viertelfinale | Halbfinale            | Halbfinale    | Hoffnungsrunde Viertelfinale | Hoffnungsrunde Viertelfinale | Hoffnungsrunde Halbfinale | Hoffnungsrunde Halbfinale | Hoffnungsrunde Finale | Hoffnungsrunde Finale | Finale          | Finale        | Rang   |
| Athleten                         | Wettbewerb        | Gegner       | Ergebnis | Gegner                  | Ergebnis      | Gegner                | Ergebnis      | Gegner                | Ergebnis      | Gegner                       | Ergebnis                     | Gegner                    | Ergebnis                  | Gegner                | Ergebnis              | Gegner          | Ergebnis      | Rang   |
| -------------------------------- | ----------------- | ------------ | -------- | ----------------------- | ------------- | --------------------- | ------------- | --------------------- | ------------- | ---------------------------- | ---------------------------- | ------------------------- | ------------------------- | --------------------- | --------------------- | --------------- | ------------- | ------ |
| Freistil Frauen                  |                   |              |          |                         |               |                       |               |                       |               |                              |                              |                           |                           |                       |                       |                 |               |        |
| Vinesh Phogat                    | Klasse bis 50 kg  | –            | –        | Sun Yanan               | 3:1           | Kim Hyung-joo         | 4:0           | Dauletbike Muratova   | 4:0           | –                            | –                            | –                         | –                         | –                     | –                     | Yuki Irie       | 3:1           | Gold   |
| Pinki                            | Klasse bis 53 kg  | –            | –        | Erdenechimegiin Sumiyaa | 0:3           | ausgeschieden         | ausgeschieden | ausgeschieden         | ausgeschieden | ausgeschieden                | ausgeschieden                | ausgeschieden             | ausgeschieden             | ausgeschieden         | ausgeschieden         | ausgeschieden   | ausgeschieden | 13     |
| Pooja Dhanda                     | Klasse bis 57 kg  | –            | –        | Orasa Sookdongyor       | 4:0           | Nabira Yesenbayeva    | 4:1           | Jong Myong-suk        | 0:4           | –                            | –                            | –                         | –                         | Sakagami Katsuki      | 1:3                   | ausgeschieden   | ausgeschieden | 5      |
| Sakshi Malik                     | Klasse bis 62 kg  | –            | –        | Salinee Srisombat       | 4:0           | Ajaulym Kassymowa     | 4:0           | Aissuluu Tynybekowa   | 1:3           | –                            | –                            | –                         | –                         | Rim Jong-sim          | 1:4                   | ausgeschieden   | ausgeschieden | 5      |
| Divya Kakran                     | Klasse bis 62 kg  | –            | –        | –                       | –             | Tumentsetseg Sharkhuu | 1:4           | ausgeschieden         | ausgeschieden | –                            | –                            | –                         | –                         | Chen Wen-ling         | 4:0                   | –               | –             | Bronze |
| Kiran Bishnoi                    | Klasse bis 76 kg  | –            | –        | –                       | –             | Aiperi Kysy           | 1:3           | ausgeschieden         | ausgeschieden | ausgeschieden                | ausgeschieden                | ausgeschieden             | ausgeschieden             | ausgeschieden         | ausgeschieden         | ausgeschieden   | ausgeschieden | 8      |
| griechisch-römischer Stil Männer |                   |              |          |                         |               |                       |               |                       |               |                              |                              |                           |                           |                       |                       |                 |               |        |
| Gyanender Dahiya                 | Klasse bis 60 kg  | –            | –        | Piyabut Wiratul         | 4:1           | Islomyon Bakhramov    | 0:3           | ausgeschieden         | ausgeschieden | ausgeschieden                | ausgeschieden                | ausgeschieden             | ausgeschieden             | ausgeschieden         | ausgeschieden         | ausgeschieden   | ausgeschieden | 8      |
| Manish Kundu                     | Klasse bis 67 kg  | –            | –        | Tsuchika Shimoyamada    | 3:1           | Almat Kebispajew      | 0:4           | –                     | –             | Yung Hing-yua                | 0:5                          | ausgeschieden             | ausgeschieden             | ausgeschieden         | ausgeschieden         | ausgeschieden   | ausgeschieden | 8      |
| Gurpreet Singh                   | Klasse bis 77 kg  | –            | –        | Apichai Natal           | 4:0           | Mohammadali Geraei    | 1:3           | –                     | –             | Yang Bin                     | 0:5                          | ausgeschieden             | ausgeschieden             | ausgeschieden         | ausgeschieden         | ausgeschieden   | ausgeschieden | 8      |
| Harpreet Singh                   | Klasse bis 87 kg  | –            | –        | Park Hea-geun           | 3:1           | Sumi Masato           | 4:0           | Rustam Assakalov      | 0:4           | –                            | –                            | –                         | –                         | Asamat Kustubajew     | 1:3                   | ausgeschieden   | ausgeschieden | 5      |
| Hardeep Singh                    | Klasse bis 77 kg  | –            | –        | –                       | –             | Xiao Di               | 1:3           | –                     | –             | Yahongir Turdiyev            | 1:3                          | ausgeschieden             | ausgeschieden             | ausgeschieden         | ausgeschieden         | ausgeschieden   | ausgeschieden | 7      |
| Naveen Kumar                     | Klasse bis 130 kg | –            | –        | Meng Linghze            | 1:3           | ausgeschieden         | ausgeschieden | ausgeschieden         | ausgeschieden | ausgeschieden                | ausgeschieden                | ausgeschieden             | ausgeschieden             | ausgeschieden         | ausgeschieden         | ausgeschieden   | ausgeschieden | 8      |
| Freistil Männer                  |                   |              |          |                         |               |                       |               |                       |               |                              |                              |                           |                           |                       |                       |                 |               |        |
| Sandeep Tomar                    | Klasse bis 57 kg  | –            | –        | Rustem Nasarow          | 3:1           | Reza Atri             | 1:3           | ausgeschieden         | ausgeschieden | ausgeschieden                | ausgeschieden                | ausgeschieden             | ausgeschieden             | ausgeschieden         | ausgeschieden         | ausgeschieden   | ausgeschieden | 10     |
| Bajrang Punia                    | Klasse bis 65 kg  | –            | –        | Siroyiddin Khasanov     | 4:1           | Abolqasem Fajsijew    | 4:1           | Batchuluuny Batmagnai | 4:0           | –                            | –                            | –                         | –                         | –                     | –                     | Daichi Takatani | 3:1           | Gold   |
| Sushil Kumar                     | Klasse bis 74 kg  | Adam Batirow | 1:3      | ausgeschieden           | ausgeschieden | ausgeschieden         | ausgeschieden | ausgeschieden         | ausgeschieden | ausgeschieden                | ausgeschieden                | ausgeschieden             | ausgeschieden             | ausgeschieden         | ausgeschieden         | ausgeschieden   | ausgeschieden | 14     |
| Pawan Kumar                      | Klasse bis 86 kg  | –            | –        | Heng Vuthy              | 5:0           | Hassan Yazdani        | 0:4           | –                     | –             | –                            | –                            | Fahriansyah               | 4:0                       | Orgodolyn Üitümen     | 1:3                   | ausgeschieden   | ausgeschieden | 5      |
| Mausam Khatri                    | Klasse bis 97 kg  | –            | –        | –                       | –             | Magomed Ibragimov     | 0:3           | ausgeschieden         | ausgeschieden | ausgeschieden                | ausgeschieden                | ausgeschieden             | ausgeschieden             | ausgeschieden         | ausgeschieden         | ausgeschieden   | ausgeschieden | 10     |
| Sumit Malik                      | Klasse bis 125 kg | –            | –        | Parviz Hadi             | 0:4           | –                     | –             | –                     | –             | –                            | –                            | Oleg Boltin               | 3:0                       | Dawit Modsmanaschwili | 0:3                   | ausgeschieden   | ausgeschieden | 5      |

### Rollsport
| Athleten                      | Wettbewerb             | Zeit          | Rang |
| ----------------------------- | ---------------------- | ------------- | ---- |
| Frauen                        |                        |               |      |
| Aarathy Kasturi Raj           | 20.000 m Straßenrennen | 44:52,341 min | 7    |
| Varsha Sriramakrishna Puranik | 20.000 m Straßenrennen | 44:53,340 min | 8    |
| Männer                        |                        |               |      |
| Amitesh Mishra                | 20.000 m Straßenrennen | 34:00,957 min | 8    |
| Harshveer Singh Shekon        | 20.000 m Straßenrennen | DNF           | –    |

### Rudern
| Athleten | Wettbewerb                            | Vorlauf     | Vorlauf | Vorlauf       | Hoffnungslauf | Hoffnungslauf | Hoffnungslauf | Finale      | Finale | Rang   |
| Athleten | Wettbewerb                            | Zeit        | Platz   | Qualifikation | Zeit          | Platz         | Qualifikation | Zeit        | Platz  | Rang   |
| --- | ------------------------------------- | ----------- | ------- | ------------- | ------------- | ------------- | ------------- | ----------- | ------ | ------ |
| Frauen |                                       |             |         |               |               |               |               |             |        |        |
| Shelake Sayali Rajendra Pooja Sangwan | Doppelzweier                          | 8:50,48 min | 6       | A-Finale      | –             | –             | –             | 8:21,76 min | 6      | 6      |
| Sanjukta Dung Dung Harpreet Kaur | Zweier ohne Steuerfrau                | 9:02,88 min | 9       | Hoffnungslauf | 8:54,67 min   | 3             | B-Finale      | 8:30,18 min | 1      | 7      |
| Harpreet Kaur Annu Sanjukta Dung Dung Sayali Rajendra Shelke                                                                                           | Vierer ohne Steuerfrau                | 7:57,33 min | 7       | Hoffnungslauf | 7:53,29 min   | 4             | A-Finale      | 7:43,39 min | 6      | 6      |
| Männer |                                       |             |         |               |               |               |               |             |        |        |
| Dattu Baban Bhokanal | Einer                                 | 8:09,21 min | 4       | Hoffnungslauf | 7:45,71 min   | 2             | A-Finale      | 8:28,56 min | 6      | 6      |
| Dushyant Chauhan | Leichtgewichts-Einer                  | 7:43,08 min | 2       | A-Finale      | –             | –             | –             | 7:18,76 min | 3      | Bronze |
| Om Prakash Sawarn Singh | Doppelzweier                          | 7:10,26 min | 2       | A-Finale      | –             | –             | –             | 6:50,91 min | 4      | 4      |
| Rohit Kumar Bhagwan Singh | Leichtgewichts-Doppelzweier           | 6:57,75 min | 3       | Hoffnungslauf | 7:14,23 min   | 41            | A-Finale      | 7:04,61 min | 3      | Bronze |
| Malkeet Singh Gurinder Singh | Zweier ohne Steuermann                | 7:37,20 min | 3       | A-Finale      | –             | –             | –             | 7:10,86 min | 4      | 4      |
| Sawarn Singh Dattu Baban Bhokanal Om Prakash Sukhmeet Singh                                                                                            | Doppelvierer                          | 6:15,18 min | 1       | A-Finale      | –             | –             | –             | 6:17,13 min | 1      | Gold   |
| Bhopal Singh Pranay Ganesh Naukarkar Tejash Hanamant Shinde Jagvir Singh                                                                               | Leichtgewichts-Vierer ohne Steuermann | 7:01,20 min | 4       | Hoffnungslauf | 6:51,88 min   | 2             | A-Finale      | 6:43,20 min | 4      | 4      |
| Akshat Tanwar Jegan Sekar Hardeep Singh Sumit Bhopal Singh Jagvir Singh Tejash Hanamant Shinde Pranay Ganesh Naukarkar Lakshman Rohith Maradapa (Stm.) | Leichtgewichts-Achter mit Steuermann  | 6:18,68 min | 4       | Hoffnungslauf | 6:15,62 min   | 1             | A-Finale      | 6:15,00 min | 4      | 4      |

### Schießen
| Athleten              | Wettbewerb                               | Qualifikation   | Qualifikation | Finale          | Finale        | Rang          |
| Athleten              | Wettbewerb                               | Ringe/ Scheiben | Rang          | Ringe/ Scheiben | Rang          | Rang          |
| --------------------- | ---------------------------------------- | --------------- | ------------- | --------------- | ------------- | ------------- |
| Frauen                |                                          |                 |               |                 |               |               |
| Apurvi Chandela       | Luftgewehr 10 Meter                      | 629,4           | 2             | 186,0           | 5             | 5             |
| Elavenil Valarivan    | Luftgewehr 10 Meter                      | 620,8           | 14            | ausgeschieden   | ausgeschieden | ausgeschieden |
| Anjum Moudgil         | Kleinkaliber Dreistellungskampf 50 Meter | 1159            | 9             | ausgeschieden   | ausgeschieden | ausgeschieden |
| N. Gaayathri          | Kleinkaliber Dreistellungskampf 50 Meter | 1148            | 17            | ausgeschieden   | ausgeschieden | ausgeschieden |
| Manu Bhaker           | Luftpistole 10 Meter                     | 574             | 3             | 176,2           | 5             | 5             |
| Heena Sidhu           | Luftpistole 10 Meter                     | 571             | 7             | 219,2           | 3             | Bronze        |
| Manu Bhaker           | Sportpistole 25 Meter                    | 593 GR          | 1             | 16              | 6             | 6             |
| Rahi Sarnobat         | Sportpistole 25 Meter                    | 580             | 7             | 34 GR           | 1             | Gold          |
| Shreyasi Singh        | Trap                                     | 116             | 7             | ausgeschieden   | ausgeschieden | ausgeschieden |
| Seema Tomar           | Trap                                     | 116             | 6             | 12              | 6             | 6             |
| Ganemat Sekhon        | Skeet                                    | 112             | 10            | ausgeschieden   | ausgeschieden | ausgeschieden |
| Rashmmi Rathore       | Skeet                                    | 111             | 12            | ausgeschieden   | ausgeschieden | ausgeschieden |
| Shreyasi Singh        | Doppeltrap                               | –               | –             | 121             | 6             | 6             |
| Varsha Varman         | Doppeltrap                               | –               | –             | 120             | 7             | 7             |
| Männer                |                                          |                 |               |                 |               |               |
| Ravi Kumar            | Luftgewehr 10 Meter                      | 626,7           | 4             | 205,2           | 4             | 4             |
| Deepak Kumar          | Luftgewehr 10 Meter                      | 626,3           | 5             | 247,7           | 2             | Silber        |
| Sanjeev Rajput        | Kleinkaliber Dreistellungskampf 50 Meter | 1160            | 7             | 452,7           | 2             | Silber        |
| Akhil Sheoran         | Kleinkaliber Dreistellungskampf 50 Meter | 1158            | 11            | ausgeschieden   | ausgeschieden | ausgeschieden |
| Harjinder Singh       | Dreistellungskampf 300 Meter             | –               | –             | 560             | 4             | 4             |
| Amith Kumar           | Dreistellungskampf 300 Meter             | –               | –             | 559             | 5             | 5             |
| Abhishek Verma        | Luftpistole 10 Meter                     | 580             | 6             | 219,3           | 3             | Bronze        |
| Saurabh Chaudhary     | Luftpistole 10 Meter                     | 586             | 1             | 240,7 GR        | 1             | Gold          |
| Shivam Shukla         | Schnellfeuerpistole 25 Meter             | 569             | 11            | ausgeschieden   | ausgeschieden | ausgeschieden |
| Anish Bhanwala        | Schnellfeuerpistole 25 Meter             | 576             | 9             | ausgeschieden   | ausgeschieden | ausgeschieden |
| Lakshay Sheoran       | Trap                                     | 119             | 4             | 43              | 2             | Silber        |
| Manavjit Singh Sandhu | Trap                                     | 119             | 1             | 26              | 4             | 4             |
| Sheeraj Sheikh        | Skeet                                    | 120             | 13            | ausgeschieden   | ausgeschieden | ausgeschieden |
| Angadwir Bajwa        | Skeet                                    | 119             | 14            | ausgeschieden   | ausgeschieden | ausgeschieden |
| Shardul Vihan         | Doppeltrap                               | 141             | 1             | 73              | 2             | Silber        |
| Ankur Mittal          | Doppeltrap                               | 134             | 9             | ausgeschieden   | ausgeschieden | ausgeschieden |

### Schwimmen
| Männer                                                     |                            |             |    |                |               |    |
| Anshul Kothari                                             | 50 m Freistil              | 23,83 s     | 28 | ausgeschieden  | ausgeschieden | 28 |
| Virdhawal Khade                                            | 50 m Freistil              | 22,43 s NR  | 3  | 24,48 s        | 8             | 8  |
| Virdhawal Khade                                            | 100 m Freistil             | 59,11 s     | 43 | ausgeschieden  | ausgeschieden | 43 |
| Aaron D’Souza                                              | 100 m Freistil             | 51,50 s     | 27 | ausgeschieden  | ausgeschieden | 27 |
| Saurabh Sangvekar                                          | 200 m Freistil             | 1:54,87 min | 27 | ausgeschieden  | ausgeschieden | 27 |
| Advait Page                                                | 800 m Freistil             | –           | –  | 8:09,13 min    | 26            | 8  |
| Advait Page                                                | 1500 m Freistil            | –           | –  | 15:29,96 min   | 7             | 7  |
| Arvind Mani                                                | 50 m Rücken                | 26,89 s     | 21 | ausgeschieden  | ausgeschieden | 21 |
| Arvind Mani                                                | 100 m Rücken               | 58,09 s     | 16 | ausgeschieden  | ausgeschieden | 16 |
| Srihari Nataraj                                            | 50 m Rücken                | 26,19 s     | 10 | ausgeschieden  | ausgeschieden | 10 |
| Srihari Nataraj                                            | 100 m Rücken               | 55,86 s     | 8  | 56,19 s        | 7             | 7  |
| Srihari Nataraj                                            | 200 m Rücken               | 2:02,97 min | 7  | 2:02,83 min NR | 6             | 6  |
| Advait Page                                                | 200 m Rücken               | 2:06,85 min | 12 | ausgeschieden  | ausgeschieden | 12 |
| Anshul Kothari                                             | 50 m Brust                 | 25,45 s     | 28 | ausgeschieden  | ausgeschieden | 28 |
| Virdhawal Khade                                            | 50 m Brust                 | 24,09 s NR  | 5  | 24,48 s        | 8             | 8  |
| Avinash Mani                                               | 100 m Brust                | 56,98 s     | 26 | ausgeschieden  | ausgeschieden | 26 |
| Sajan Prakash                                              | 100 m Brust                | 54,06 s     | 12 | ausgeschieden  | ausgeschieden | 12 |
| Sajan Prakash                                              | 200 m Brust                | 1:58,12 min | 3  | 1:57,75 min    | 5             | 5  |
| Neel Roy                                                   | 200 m Lagen                | 2:08,07 min | 14 | ausgeschieden  | ausgeschieden | 14 |
| Virdhawal Khade Sajan Prakash Aaron D’Souza Anshul Kothari | 4 × 100 m Freistil Staffel | 3:25,17 min | 8  | 3:25,34 min    | 8             | 8  |
| Srihari Nataraj Saurabh Sangvekar Avinash Mani Neel Roy    | 4 × 200 m Freistil Staffel | 3:25,17 min | 8  | 3:25,34 min    | 8             | 8  |
| Srihari Nataraj Sandeep Sejwal Sajan Prakash Aaron D’Souza | 4 × 100 m Lagen Staffel    | 3:44,94 min | 9  | ausgeschieden  | ausgeschieden | 9  |

### Segeln
| Athleten                            | Wettbewerb   | Punkte | Netzpunkte | Rang   |
| ----------------------------------- | ------------ | ------ | ---------- | ------ |
| Frauen                              |              |        |            |        |
| Nethra Kumanan                      | Laser Radial | 65     | 54         | 5      |
| Harshita Tomar                      | Laser 4.7    | 74     | 62         | Bronze |
| Sweta Shervegar Varsha Gautham      | 49er FX      | 44     | 40         | Silber |
| Männer                              |              |        |            |        |
| Govind Bairagi                      | Laser 4.7    | 81     | 67         | 4      |
| Varun Thakkar Ganapathy Chengappa   | 49er         | 53     | 43         | Bronze |
| Gemischt                            |              |        |            |        |
| Dayna Edgar Coelho Katya Ida Coelho | RS:One       | 227    | 209        | 8      |